# Болейн Граунд
„Болейн Граунд“ (на английски: Boleyn Ground), по-познат като „Ъптън Парк“ заради разположението си в „Ъптън Парк“, източен Лондон, е бившия стадион на Уест Хам Юнайтед.

## История
Стадионът е построен през 1904 г. и е разположен на Грийн Стрийт, район Ъптън Парк, Лондон. Този район е познат на местните хора като „Болейн Касъл“ (Замъкът на Болейн) заради невероятната си природа и връзката с Ан Болейн (която според някои е притежавала имението).
През август 1944 г. немски снаряд Фау-1 пада в югозападния ъгъл на терена. Това принуждава отбора да играе следващите си мачове на друг терен докато траят ремонтните дейности. През този период Уест Хям записва 9 поредни победи. Но на завръщането си през декември те губят с 1 – 0 от Тотнъм Хотспър. Рекордът за посещаемост от 42 322 души е записан в мач от Първа дивизия срещу Тотнъм на 17 октомври 1970. Откакто Ъптън парк е изцяло със седалки рекордът за посещаемост е 35 550 души срещу Манчестър Сити на 21 септември 2002 в мач от Висшата лига.
Стадионът има капацитет от 35 016 изцяло седящи места. От 90-те години насам стадионът подлежи на множество реконструкции.
- 1993 г.: Южната трибуна се сдобива с нови 9000 седалки и е построен втори етаж. Също така е кръстена на бившия капитан на клуба Боби Мур, починал по-рано същата година.
- 1995 г.: Поставени са 6000 нови седалки на Северната трибуна и е построен втори етаж.
- 2001 г.: Западната трибуна става двуетажна и са поставени 15 000 нови седалки.

Планирало се е и капацитетът да бъде увеличен на 40 500 места, като Източната трибуна се разшири за сметка на освободеното пространство при реконструкцията на Западната. Новата трибуна е трябвало да направи стадиона напълно затворен като съедини Северната и Южната трибуни. Отпадането на Уест Хям от Висшата лига през 2003 г., обаче отлага тези планове.